# ファーザーズ・トラップ 禁断の家族
『ファーザーズ・トラップ 禁断の家族』（ - きんだんのかぞく、Veljekset）は2011年のフィンランドのブラック・コメディ映画。
ロシアの文豪ドストエフスキーの『カラマーゾフの兄弟』をモチーフに父親と3人の息子の再会をユーモラスに描いた作品である。
日本では劇場未公開だが、2014年1月11日にWOWOWで放送された。
原題の「Veljekset」はフィンランド語で「兄弟」の意味で、英題は直訳の『Brothers』である。

## ストーリー
資産家のパーヴォには母親の異なる3人の息子がいる。堅物の次男トルスティは召使いのようにこき使われてパーヴォの身の回りの世話をさせられている。家を出ていた道楽者の三男ミティヤは映画の仕事の失敗で実家に戻って来ている。そんなミティヤはカティヤという婚約者がいながら、レストランで働くロシア人女性ライサに夢中で、そのライサを好色なパーヴォと取り合っているというありさまである。
パーヴォの70歳の誕生日に、長男イヴァルが25年ぶりに帰って来る。イヴァルをはじめ、息子たち3人は自分の母親に対するパーヴォの酷い仕打ちからパーヴォを憎んでいるが、パーヴォは無邪気にイヴァルとの再会を喜ぶ。イヴァルはトルスティとミティヤからそれぞれ現在の状況を聞き、2人がどちらもパーヴォの遺産を狙っていることを知る。3兄弟それぞれが複雑な想いを抱く中、パーヴォの誕生日を祝う席がもうけられ、家族同然の友人である牧師のヴァルデマルをはじめ、ライサやカティヤもやって来る。祝いの席でパーヴォがライサと再婚すると宣言すると、ミティヤは激しく怒り出す。しばらくして、ようやくその場が落ち着いて来たところで、今度はイヴァルが母親たちに対する仕打ちについてパーヴォを厳しく責め立てる。するとパーヴォは心臓発作を起こす。トルスティは自分とパーヴォだけを残して他の者を外に出すと、パーヴォの耳元で「そのまま死ね」とささやくが、実はパーヴォは心臓発作を起こしたふりをしていただけだった。パーヴォに嘲笑されたトルスティはてんかんの発作を起こしてしまう。
一方、イヴァルはカティヤからミティヤとのこれまでの経緯を聞かされる。25年前、イヴァルは愛するカティヤがミティヤを選んだことで故郷を後にしていたのだが、実は見ず知らずの男にレイプされて妊娠したカティヤを救うためにミティヤが全てを知った上で自分の子だとしていたのだ。イヴァルはミティヤに対するわだかまりを解く。そして、ミティヤがパーヴォの財産を目当てにしていると嘆くイヴァルに、カティヤは銀行の支店長をしている父親から聞いた話として、パーヴォが実質的に破産状態にあると告げる。これで気が楽になったと言うイヴァルはミティヤにその事実を教える。すると、ミティヤは怒り出し、銃を持ってパーヴォのもとに向かうが、目の前にいたヴァルデマルを殴り倒すと、正気を取り戻してライサと逃げ出す。そこにトルスティが現れ、パーヴォを殺してしまう。家の中からうめき声がするのを聞いたイヴァルが家に入ると、そこにはパーヴォの死体が横たわっていた。ミティヤの犯行と思ったイヴァルがミティヤに問い質すと、ミティヤは脅しただけと言う。父親が死んだことを知り、慌てて父親のもとに向かうミティヤの姿に、イヴァルは殺したのがトルスティだと気付く。イヴァルがトルスティの部屋にやって来ると、落ち着いた様子のトルスティは父親を殺して晴れやかな気持ちになっているとしながらも、ミティヤが疑われるはずで自分は発作のせいでずっと部屋で横になっていたと証言すると言う。また、イヴァルの「人間の命には虫ほどの価値もない」との言葉が犯行の後押しになったと言う。その姿にイヴァルは何も言えない。
イヴァルが家の外に出ると、カティヤが小鳥の死体を見つけていた。イヴァルはカティヤと2人で庭に小鳥の死体を埋葬する。そこにミティヤとライサが現れる。そこではじめてイヴァルは「警察を呼ばなくては」と言う。

## キャスト
パーヴォ
演 - エスコ・サルミネン
70歳の誕生日を迎えた好色爺。息子の母親たちにひどい仕打ちをした悪魔のような男。資産家だったが、酒とギャンブルに溺れて借金まみれ、実質的に破産状態にある。『カラマーゾフの兄弟』の父フョードルに相当。
イヴァル
演 - カリ・ヘイスカネン
パーヴォの最初の妻の子で長男。理知的な無神論者。研究者として成功し、海外で暮らしているが、25年ぶりに帰郷した。母親を精神的に追い込み、錯乱させたパーヴォを憎んでいるが、許したいとも思っている。弟たちとの仲は悪くない。『カラマーゾフの兄弟』の次男イヴァンに相当。
トルスティ
演 - ペルッティ・スヴェホルム
パーヴォの3番目の妻の子だが結婚前に生まれていた次男で認知されていない。女にだらしない父と弟に対する嫌悪感から一生独身を通すと決めている堅物。実家で暮らし続けており、父親に召使いのように使われている。重い癌を患っていた母親を見殺しにしたパーヴォを激しく憎んでおり、遺産を手に入れるためにパーヴォの死を待っている。てんかん持ち。『カラマーゾフの兄弟』のスメルジャコフ（フョードルの隠し子）に相当。
ミティヤ
演 - ティモ・トリッカ
パーヴォの2番目の妻の子で三男。直情的な性格で父親に最も似ている道楽者。映画製作に失敗して実家に戻っている。次の映画製作のためにパーヴォの財産を狙っている。そもそもパーヴォの所有する地所は資産家の娘だった母親の財産で買ったものである。『カラマーゾフの兄弟』の長男ドミートリイ（ミーチャ）に相当。
カティヤ
演 - リーサ・ムストネン
ミティヤの婚約者。銀行の支店長の娘。25年前、イヴァルの教え子でイヴァルとは互いに秘めた想いを抱いていたが、ミティヤとの間に子供ができたことでイヴァルは出奔した。しかし、実際には行きずりの男にレイプされて妊娠したカティヤをミティヤが庇って自分の子としてくれていたのだが、妊娠5ヶ月目で子供を流産したために、しばらくしてミティヤとは別れた。最近になって実家に戻って来たミティヤと復縁して婚約した。『カラマーゾフの兄弟』のカーチャに相当。
ライサ
演 - マリ・ペランコスキ
ミティヤとパーヴォが取り合っているロシア人女性。レストランの従業員。『カラマーゾフの兄弟』のグルーシェンカに相当。
ヴァルデマル
演 - ヴェサ・ヴィエリッコ
一家の家族同然の友人。牧師。イヴァンの同級生で元同僚。『カラマーゾフの兄弟』のグリゴーリイに相当。

## 製作
脚本としてミカ・カウリスマキ監督とサミ・ケスキ＝ヴァハラの2人がクレジットされているが、実際に発せられたセリフはそれぞれの俳優が自ら作ったものである。
撮影は2010年6月から同年8月まで行なわれた。